# Lake Wilson (Antarktika)
Der Lake Wilson ist ein vereister See an der Hillary-Küste des ostantarktischen Viktorialands. Er liegt 8 km nordöstlich des Diamond Hill unmittelbar nördlich der Mündung des Darwin-Gletschers in das Ross-Schelfeis.
Wissenschaftler einer von 1962 bis 1963 durchgeführten Kampagne der neuseeländischen Victoria University’s Antarctic Expeditions benannten ihn nach Alexander Thomas Wilson (* 1930) von der Victoria University of Wellington, der die Antarktischen Trockentäler westlich des McMurdo-Sunds erkundet hatte.